# Peter Busch (Theologe)
Peter Busch (* 1965 in Landau in der Pfalz) ist ein deutscher evangelischer Theologe und Neutestamentler.

## Leben
Er studierte evangelische Theologie und allgemeine Sprachwissenschaft in Tübingen und Heidelberg. Nach dem 1990 M.A. (Linguistik) in Heidelberg, der Promotion 1995 und der Habilitation 2004 (NT) in Heidelberg lehrt er als außerplanmäßiger Professor an der Universität Heidelberg. Außerdem arbeitet er als Pfarrer der Evangelischen Landeskirche der Pfalz (Dekanat Germersheim) und Leiter ihrer Bibliotheks- und Medienzentrale in Speyer.
Seine Forschungsschwerpunkte sind antike Volksreligiosität.

## Schriften (Auswahl)
- Der gefallene Drache. Mythenexegese am Beispiel von Apokalypse 12. Tübingen 1996, ISBN 3-7720-1870-X (= Dissertation Universität Heidelberg).
- Magie in neutestamentlicher Zeit. Göttingen 2006, ISBN 3-525-53081-1.
- Das Testament Salomos. Die älteste christliche Dämonologie, kommentiert und in deutscher Erstübersetzung. Berlin 2006, ISBN 3-11-018528-8 (= Habilitationsschrift Universität Heidelberg).
- als Herausgeber mit Jürgen Zangenberg: Lucius Annaeus Cornutus: Einführung in die griechische Götterlehre. Darmstadt 2010, ISBN 978-3-534-21228-6.